# Parashkev Hadjiev
Parashkev Hadjiev (bulgarsk: Парашкев Хаджиев; født 27. april 1912 i Sofia, Kongeriget Bulgarien - død 28. april 1992 i Sofia, Republikken Bulgarien) var en bulgarsk komponist, professor, lærer, pianist og forfatter.

## Karriere
Hadjiev studerede komposition og klaver på Det Statslige Musikkonservatorium i Sofia hos bla. Pancho Vladigerov og forsatte sine kompositions studier i Wien hos Joseph Marx og senere på Musikhøjskolen i Berlin hos Heinz Tiessen. Hadjiev var professor i harmonilærer og komposition i over 40 år på Det Statslige Musikkonservatorium i Sofia.

## Værk
Hadjiev har skrevet orkesterværker, kammermusik, operaer, operetter, koncertmusik, balletmusik, sceneværker, filmmusik etc. Han har også skrevet musikteoretiske værker til brug for undervisning og regnes for at høre til de betydningsfulde komponister og lærere fra Bulgarien i det 20. århundrede.

## Udvalgte værker
- Tre Skitser (1940) - for orkester
- Der var engang (1957) - opera
- Deliana (1952) - operette
- Violinkoncert (1941) - for violin og orkester
- Fløjtekoncert (1945) - for fløjte og orkester